# إيميليو بوتين
إميليو بوتين سانز دي ساوتولا غارسيا دي لوس ريوس (بالإسبانية: Emilio Botín)‏ المعروف اختصارا بإميليو بوتين (مواليد 1 أكتوبر 1934، سانتاندر ، كانتابريا - توفي 10 سبتمبر 2014، مدريد) هو مصرفي إسباني. شغل منصب الرئيس التنفيذي لمجموعة سانتاندر. استحوذ سنة 1993 على بنك بانيستو (Banesto)، وفي عام 1999 اندمج مع البنك المركزي الهيسباني وأنشأ بذلك بنكك سانتاندر المركزي الهيسباني (BSCH).

## عائلة بوتين
تولى جد بوتين، وهو إيميليو بوتين الأول، رئاسة البنك المتواضع في أوائل القرن العشرين، كما ترأس والده، الذي سمي أيضا بإيميليو بوتين، البنك وحوله إلى بنك متواجد في جميع نواحي إسبانيا.
بدأ إيميليو بوتين الثالث عمله في البنك العائلي وهو في الرابعة والعشرين من عمره، بعد تخرجه من كلية القانون والاقتصاد، وصعد في المناصب ليأخذ زمام الأمور من والده في عمر الثانية والخمسين.

### الصعود بالبنك
أطلق إيميليو بوتين مجموعة من المنتجات المصرفية المبتكرة مثل الحسابات ذات العائد الكبير والرهن العقاري بالفائدة الصغيرة ليصبح البنك من أكبر بنوك إسبانيا من خلال ابتلاع منافسيه مثل بانيستو وبانكو سينترال هيسبانو في التسعينات، فضلا عن توسعه في أمريكا الجنوبية.
ومنذ استحواذه عام 2004 على بنك آبي ناشونال في بريطانيا، ظهر بنك سانتاندر أيضا خارج الدول التي تتحدث الإسبانية مستغلا الأزمة المالية بإجراء اتفاقيات مع برادفورد بينغلي في بريطانيا وسوفرين بانكورب في الولايات المتحدة.
ينظر إليه باعتباره القوة الحقيقية في إسبانيا، على علاقات صداقة مع الساسة المحافظين والاشتراكيين.
ابنته آنا باتريسيا بوتين هي رئيسة بنك بانيستو التابع لسانتاندر والتي من المتوقع أن تكون خليفة لوالدها.

## روابط خارجية
- إيميليو بوتين على موقع IMDb (الإنجليزية)
- إيميليو بوتين على موقع مونزينجر (الألمانية)